# Stadion Florian Kryger

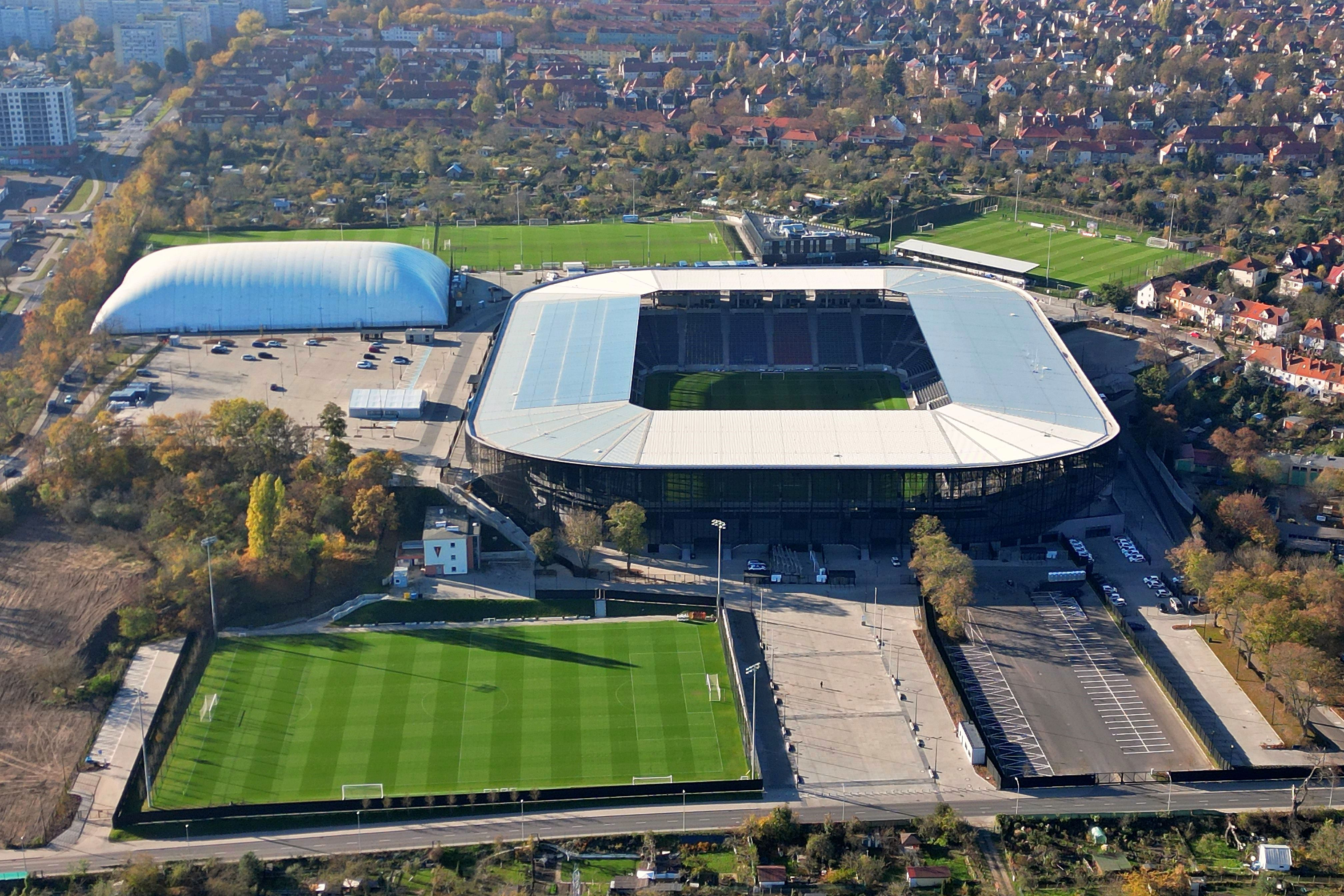
Stadion Florian Kryger

Stadion Florian Kryger i Szczecin, Polen, är fotbollslaget Pogon Szczecins hemmaarena som byggdes 1948 och tar in 21 163 personer endast på sittplatser.
- Wikimedia Commons har media som rör Stadion Florian Kryger.